# التعاون الأوكراني مع ألمانيا النازية

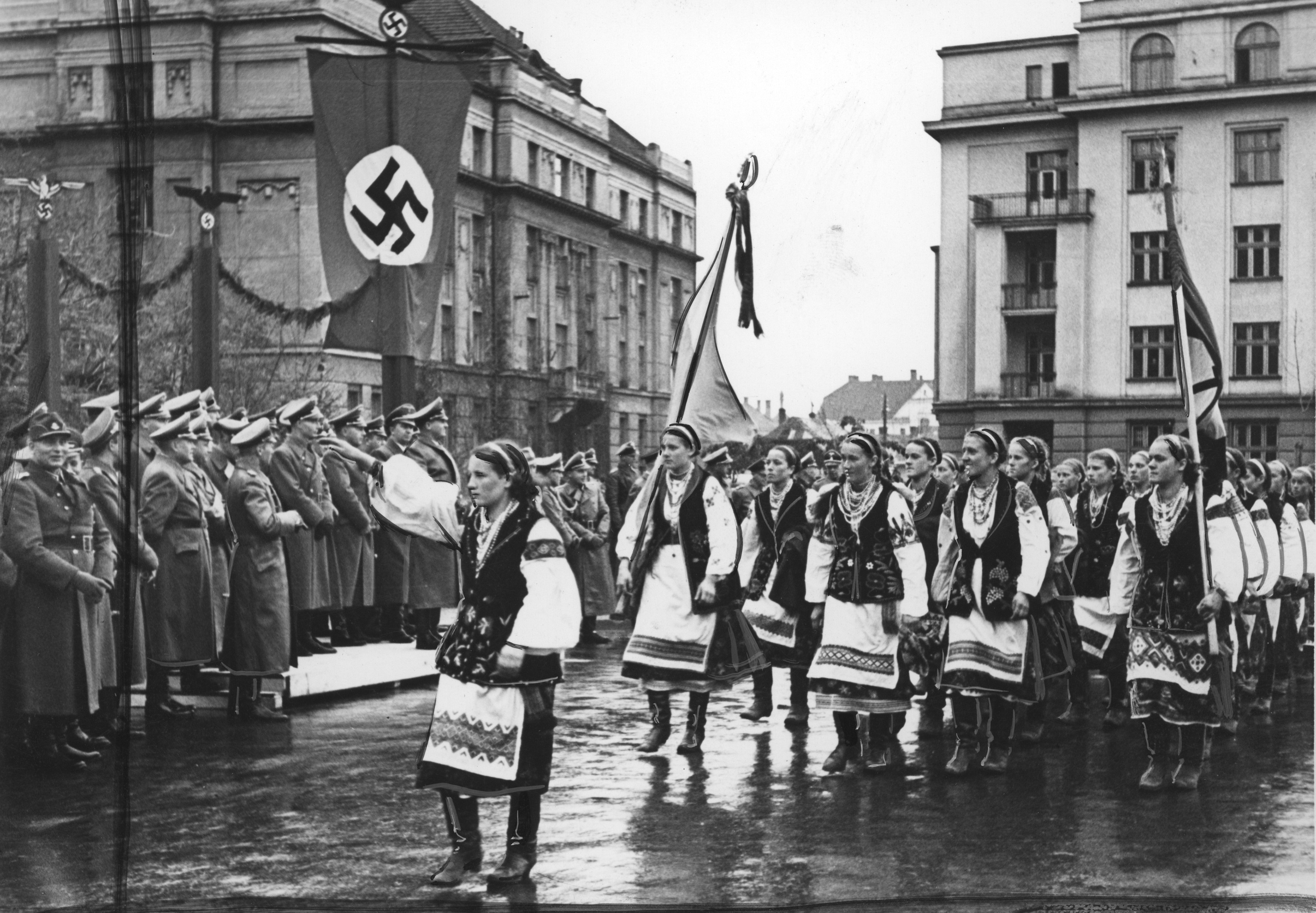
موكب في ستانيسلاف (إيفانو فرانكيفسك) تكريما لزيارة الحاكم العام لبولندا، الرايخسليتر هانز فرانك

حدث التعاون الأوكراني مع ألمانيا النازية أثناء الاحتلال العسكري لأوكرانيا الحديثة من قبل ألمانيا النازية في الحرب العالمية الثانية. في ذلك الوقت، شملت التقسيمات الإقليمية الجديدة ديستريكت جاليزين وريشسكوميساريا أوكرانيا التي تغطي كل من الأراضي الجنوبية الشرقية للجمهورية البولندية الثانية والجمهورية الاشتراكية السوفيتية الأوكرانية عبر الحدود السابقة. شملت الأسباب الأصلية للتعاون الطموحات السياسية الأوكرانية لاستعادة الاستقلال، والقومية، وكذلك الغضب والاستياء من الحكومة السوفيتية والإثنية الروسية بسبب الهولودومور، والاعتقالات الجماعية والترحيل، والإعدامات التي حدثت في أوكرانيا السوفيتية بسبب اتهامات بالتعاون مع النازية ألمانيا قبل ذلك بسنوات قليلة فقط، ولا سيما بين المثقفين الذين كانوا مستهدفين. وقد اقترنت هذه المشاعر بالاعتقاد بأن هذه الأعمال قد تم تنظيمها بواسطة مجموعات عرقية أخرى (مثل اليهود والتتار وأفراد طائفة الروما والبولنديين ) بالإضافة إلى الأفكار السائدة لمعاداة السامية. ومع ذلك، فإن غياب الحكم الذاتي الأوكراني تحت النازيين، وسوء المعاملة من قبل المحتل، وترحيل مئات الآلاف من الأوكرانيين كعمال عبيد، سرعان ما أدى إلى تغيير جذري في موقف بعض المتعاونين.  
بحلول الوقت الذي عاد فيه الجيش الأحمر إلى أوكرانيا، رحب عدد كبير من السكان بجنوده كمحررين.  انضم أكثر من 4.5 مليون أوكراني الجيش الأحمر لمحاربة ألمانيا النازية، وأكثر من 250,000 خدم في بارتيزان سوفييت وحدات شبه عسكرية، تم تقزيم عدد من هيوي وقوات الاحتلال وغيرهم من الجنود ضد السوفييت، حتى في السنوات الأولى من الحرب. 

## خلفية
اتبع ستالين وهتلر سياسة المطالب الإقليمية على جارتهما المباشرة، بولندا.  قام الغزو السوفيتي لبولندا بجمع الأوكرانيين لأوكرانيا السوفيتية والأوكرانيين فيما كان يُطلق عليه آنذاك بولندا الشرقية ( كريسي )، تحت الراية السوفيتية الواحدة. في أراضي بولندا التي غزتها ألمانيا النازية، أصبح حجم الأقلية الأوكرانية ضئيلًا، وتجمع معظمهم حول UCC (УЦК) التي تشكلت في كراكوف. 
بعد أقل من عامين، هاجمت ألمانيا النازية الاتحاد السوفيتي. بدأ الغزو، المعروف باسم عملية بربروسا، في 22 يونيو 1941، وبحلول سبتمبر، تم تقسيم الأراضي المحتلة بين وحدتين إداريتين ألمانيتين جديدتين، مقاطعة غاليسيا التابعة للحكومة العامة النازية والإدارة العسكرية في أوكرانيا والتي أمتدت حتى دونباس بحلول عام 1943.  انضم الأوكرانيون الذين اختاروا مقاومة ومحاربة قوات الاحتلال الألمانية إلى الجيش الأحمر أو الثوار. ومع ذلك، في الأجزاء التي تم ضمها حديثًا من غرب أوكرانيا، كان هناك القليل من الولاء تجاه الاتحاد السوفيتي؛ كانت المنطقة جزءًا فقط من الاتحاد السوفيتي منذ الاستيلاء عليها من قبل الجيش الأحمر خلال الغزو السوفيتي لبولندا في سبتمبر 1939. على الرغم من أن جمهورية أوكرانيا الاشتراكية السوفيتية لم تمنح الشعب درجة من الاستقلالية الوطنية والثقافية، فإن المشاعر المعادية للسوفييت ما زالت قائمة. من 1931-1933 الملايين من الأوكرانيين جوعا حتى الموت في مجاعة، محاولة متعمدة لإبادة مدبرة من قبل الحكومة السوفيتية  ومن كانوا في المنفى 1937-38000 أعضاء المثقفين، حكم عليهم بالسجن في معسكرات العمل، بسبب الاتهامات بالتعاون مع ألمانيا النازية.
كانت المصادر الرئيسية للتعاون في الحرب المبكرة ضم غرب أوكرانيا حديثًا، حيث أشار القادة الألمان إلى أنه بمجرد عبور الحدود قبل عام 1939، أصبح الاستقبال المحلي أكثر برودة. أشار المارشال الألماني راينهارد هايدريش في تقرير مؤرخ في 9 يوليو 1941 إلى «اختلاف جوهري بين الأراضي البولندية والسوفيتية السابقة. في المنطقة البولندية السابقة، كان ينظر إلى النظام السوفيتي كحكم للعدو. . . ومن هنا كان يتم استقبال القوات الألمانية من قِبل السكان البولنديين والروسنيين البيض [بمعنى الأوكرانيين والبيلاروسيين] في معظمها على الأقل كمحررين أو مع حياد ودود. . . الوضع في المناطق الروثينية البيضاء المحتلة في الاتحاد السوفيتي [قبل عام 1939] له أساس مختلف تمامًا».  تصرفات القادة الميدانيين الألمان تشير أيضًا إلى العداء العام تجاه الألمان في المراحل الأولى من الحرب، وهو أمر مؤرخ في 8 أغسطس 1941.

## المحرقة

### متطوعون أوكرانيون في القوات المسلحة الألمانية
- كتيبة نايتنغيل
- كتيبة رولاند
- Freiwilligen-Stamm-Regiment 3 & 4 (الروس والأوكرانيين)
- جحافل الشرق
- هيوي